# Gunggräna
Gunggräna är en bebyggelse i Dalby socken i södra delen av Uppsala kommun vid Ekoln. 2005 avgränsade SCB här en småort. 

## Befolkningsutveckling
| Befolkningsutvecklingen i Gunggräna 2005–2023 | Befolkningsutvecklingen i Gunggräna 2005–2023 | Befolkningsutvecklingen i Gunggräna 2005–2023 | Befolkningsutvecklingen i Gunggräna 2005–2023 | Befolkningsutvecklingen i Gunggräna 2005–2023 |
| --------------------------------------------- | --------------------------------------------- | --------------------------------------------- | --------------------------------------------- | --------------------------------------------- |
|                                               |                                               |                                               |                                               |                                               |
| År                                            |                                               |                                               | Folkmängd                                     | Areal (ha)                                    |
| 2005                                          | 2005                                          |                                               | 56                                            | 12#                                           |
| 2010                                          | 2010                                          |                                               | 67                                            | 12#                                           |
| 2015                                          | 2015                                          |                                               | 70                                            | 18#                                           |
| 2020                                          | 2020                                          |                                               | 104                                           | 27#                                           |
| 2023                                          | 2023                                          |                                               | 106                                           | 29                                            |
| Anm.: # Som småort.                           |                                               |                                               |                                               |                                               |